# یوری هلشکو-موا
یوری هلشکو-موا (اوکراینی: Юрій Глушко-Мова؛ ۱۶ آوریل ۱۸۸۲ – ۲۸ اکتبر ۱۹۴۲) اهل امپراتوری روسیه بود.